# Jevhen Ivanjak
Jevhen Viktorovyč Ivanjak (in ucraino Євге́н Ві́кторович Іваняк?; Zaporižžja, 28 settembre 1982) è un giocatore di calcio a 5 ucraino.

## Carriera
Pilastro della nazionale maschile di calcio a 5 dell'Ucraina per oltre 15 anni, nonché a lungo capitano della stessa, Ivanjak ha annunciato il proprio ritiro il 25 febbraio 2021. A livello di club ha giocato prevalentemente nei campionati ucraino e russo, eccetto due brevi esperienze con gli armeni del Leo e i belgi dell'Halle-Gooik. Nel febbraio 2023 l'UAF squalifica a vita Ivanjak e altri sportivi per collaborazione con le autorità di occupazione nei territori ucraini temporaneamente occupati dalla Russa.

## Palmarès
- Campionato ucraino: 6
Interkas: 2002-03
Tajm L'viv: 2008-09, 2009-10
Lokomotyv Charkiv: 2012-13, 2013-14, 2014-15
- Coppa d'Ucraina: 3
Interkas: 2004-05
Tajm L'viv: 2009-10
Lokomotyv Charkiv: 2015-16
- Supercoppa ucraina: 4
Tajm L'viv: 2009
Lokomotyv Charkiv: 2013, 2014, 2015
- Coppa della Russia: 1
Dina Mosca: 2016-17
- Campionato belga: 1
Halle-Gooik: 2021-22